# Narowal
Narowal é uma cidade do Paquistão localizada na província de Punjab.